# 별장 (관직)
별장(別將)은 한국과 중국에서 사용하던 관직이다.

## 한국
발해, 조선에서 사용되었으며, 고려 또한 정7품관직으로 존재했다.

## 중국
당나라 부병제도에 속하는 절충부 소속의 관직이었다.